# Xinwang
Xinwang (kinesiska: 新旺, 新旺乡) är en socken i Kina. Den ligger i provinsen Shanxi, i den norra delen av landet, omkring 250 kilometer norr om provinshuvudstaden Taiyuan. Antalet invånare är 40 734. Befolkningen består av 20 035 kvinnor och 20 699 män. Barn under 15 år utgör 18,0 %, vuxna 15-64 år 77 %, och äldre över 65 år 4,0 %.
Genomsnittlig årsnederbörd är 593 millimeter. Den regnigaste månaden är juli, med i genomsnitt 167 mm nederbörd, och den torraste är januari, med 3 mm nederbörd.